# Манекен (театр)
Манеке́н — театр в Челябинске. Основан весной 1963 (официальный день рождения — 1 апреля), как студенческий театр эстрадных миниатюр при ЧПИ. С 1992 — муниципальный театр. С 2000 — часть муниципального учреждения культуры «Театр + Кино». На базе театра «Манекен» с 1988 по 2000 проводился международный театральный фестиваль «Театральные опыты».

## История

### Студенческий театр
- 1963
  - Март Выступление «сборной» факультетов ЧПИ с миниатюрами под общим названием «Клуб эстрадных миниатюр» на областном смотре вузовской художественной самодеятельности.
  - 1 апреля Премьера обозрения «От сессии до сессии» в актовом зале института. День рождения театра.
  - Май. Участие в свердловском фестивале «Весна УПИ» со спектаклем «От сессии до сессии».
  - Сентябрь Приглашение в СТЭМ Анатолия Морозова.
  - Декабрь Выпуск эстрадного обозрения «Восьмое небо» с участием редакции студенческой сатирической газеты «Баня».
- 1964
  - Эстрадное обозрение «Прислушайтесь, время!» («Время, остановись!»).
  - Эстрадное обозрение «Агу, агу!».
- 1965
  - Эстрадное обозрение «Предъявите ваши сердца!». Авторы: С. Борисов, А. Бершадский, Г. Пацеля[4]. Художник: Ю. Сероглазов. Музыка А. Кочегарова. Режиссёр: А. Морозов.
- 1966
  - СТЭМ переименован в театр «Манекен».
  - Звание лауреата Всесоюзного фестиваля студенческих театров, Москва, СССР.
  - Диплом Всепольского фестиваля танцоров, Гливице, Польша.
- 1967
  - Б. Ручьёв «Любава». Премия Челябинского комсомола «Орлёнок». (Режиссёр А. Морозов).
  - Звание лауреата Всесоюзного фестиваля самодеятельного искусства и областной премии «Орлёнок».
  - Диплом 7-го Международного фестиваля студенческих театров, Загреб, Югославия.
- 1968
  - А. Вознесенский, М. Розовский, П. Вейс «Пока мы живём!…»
  - М. Е. Салтыков-Щедрин «Сказки».
- 1969
  - К. Меккель, Ф. Коржес, М. Ганина «Солнце разлито поровну».
  - Звание лауреата фестиваля студенческих театров, Горький, СССР.
- 1970
  - А. Фадеев, А. Толстой, Ю. Яковлев «И вечный бой…»
- 1971
  - С. Борисов «Завязь».
  - Диплом 3-го Международного фестиваля любительских театров, Вроцлав, Польша.
- 1972
  - Н. В. Гоголь «Петербургские повести»
- 1973
  - Ф. Кривин «Театральные комедии»
  - Звание лауреата фестиваля студенческих театров, Ташкент, СССР.
- 1974
  - Ч. Айтматов «После сказки»
- 1975
  - «Передай по цепи» (композиция по стихам и письмам военных лет)
  - Коллективу театра присвоено звание народного.
  - Диплом 5-го Международного фестиваля любительских театров, Вроцлав, Польша.
- 1977
  - А. Володин «Две стрелы».
  - Диплом Международного фестиваля, Писек, Чехословакия.
  - Б. Лавренёв «Сорок первый».
- 1979
  - Открыта малая сцена театра.
  - Звание лауреата премии Ленинского комсомола.
- 1980
  - А. П. Чехов «Моя жизнь».
- 1981
  - Р. Бах, М. Фриш «Чайка по имени Джонатан Ливингстон».
- 1982
  - А. Казанцев «С весной я вернусь к тебе».
- 1984
  - Т. Уайлдер «Наш городок».
- 1985
  - Б. Васильев «Завтра была война».
  - Диплом Всесоюзного фестиваля театров-студий «Игры в Лефортово», Москва, СССР.
- 1987
  - Звание лауреата и призы «За лучшую режиссуру» и «За две лучшие мужские роли» фестиваля студенческих театров, Алма-Ата, СССР.
- 1988
  - М. Рощин «Перламутровая Зинаида».
  - Диплом Международного фестиваля «Сценическая жатва», Мартин, Чехословакия.
  - 1-й Международный фестиваль «Театральные опыты 88», Челябинск, СССР.
- 1990
  - А. Линдгрен «Пеппи».
  - Фестиваль «Театральные опыты 90», Челябинск, СССР.
  - Звание лауреата фестиваля «Всемирная театральная Олимпиада», Детройт (США), Виндзор (Канада).
  - Призы «За лучшую актёрскую работу», «За лучший видеоряд» на Международном фестивале Ассоциации Общинных Театров Америки, Де Мойн (США).
  - Дипломы Международных фестивалей в Геппингене (Германия), Мачерате (Италия).
- 1991
  - А. П. Чехов «Три сестры».
  - Первый приз фестиваля студенческих театров в Оренбурге (Россия).

### Муниципальный театр
- 1992
  - «Манекену» присвоен статус муниципального театра.
  - Людмила Петрушевская «…Капельку счастья и любви…»
  - Вильгельм Сароян «Сердце Мак-Грегора»
  - Диплом Международного театрального фестиваля «Театр на ладони», Глазов, Удмуртия
- 1993
  - Фестиваль «Театральные опыты 93», Челябинск, Россия
- 1994
  - Ж.-Б. Мольер «Дон-Жуан».
  - Диплом Международного фестиваля камерных театров «Театр на ладони», Глазов, Удмуртия.
  - Даниил Хармс «Цирк Прим-Тин-Прам»…
- 1995
  - Фестиваль «Театральные опыты 95».
  - Диплом Всемирного фестиваля АИТА, Анкара, Турция.
  - Дж. Толкин «Хоббит, или Туда и обратно».
- 1996
  - В. Шекспир «Ромео и Джульетта».
  - Диплом Международного фестиваля «Сценическая жатва», Мартин, Словакия.
  - Гастроли по городам Чехии, Австрии, Словакии.
- 1997
  - Артур Копит «Папа, папа, бедный папа… Ты не вылезешь из шкапа. Ты повешен нашей мамой Между платьем и пижамой.»
- 1998
  - Венедикт Ерофеев «Беги, Веничка, беги!»
  - Международный фестиваль «Театральные опыты 98», Челябинск, Россия
  - Гран-при, специальные призы за лучшую сценографию, свет, музыку, технические эффекты на 3-м Международном фестивале муниципальных театров в Америке.
  - Наталья Скороход «Я тебя съем!»[5]
- 1999
  - «Ю» Оли Мухиной. Постановка и сценографическое решение Ю. Бобкова. Костюмы Ю. Поливановой.
  - Приз за лучшую режиссуру на фестивале театров области «Сцена-99».
  - «Метель. Выстрел», А. С. Пушкин. Постановка Сергея Овинова.
  - Выступление на международных фестивалях в гг. Юрмала (Латвия) и Геппинген (Германия) со спектаклем «Ромео и Джульетта»[2].

### Учреждение культуры «Театр+Кино»
В 2000 году было создано учреждение культуры «Театр+Кино». Это произошло путём слияния кинотеатра имени А. С. Пушкина и театра «Манекен». Театр переезжает в отреставрированное здание кинотеатра на улицу Пушкина, 64. Молодёжная студия остаётся в ЮУрГУ. В тот год театром были поставлены спектакли «Долгое счастливое Рождество» по пьесе «Долгий рождественский обед» и фрагментам «Нашего городка» Торнтона Уайлдера, «Опасные связи», К. Хэмтон (постановка М. Чумаченко, сценография Ю. Поливановой), «Человек, зверь и добродетель» Л. Пиранделло (постановка А. Бурова, сценография Ю. Поливановой), «Пена дней» по роману Бориса Виана (постановка Владимира Филонова). На всемирном форуме «Театр во имя будущего» в городе Слээсте (Дания) был показан спектакль «Ромео и Джульетта». Спектакль Студенческого театра «Манекен» ЮУрГУ стал победителем общегородского смотра «Студенческая весна-2000», завоевал Гран-при на фестивале студенческих театров «Весна УПИ-2000» (Екатеринбург).
- 2002
  - На фестивале в испанском городе Жироне спектакль «Долгое счастливое Рождество» был признан лучшим спектаклем.
  - «Сильвия» романтическая комедия по пьесе Альберта Герни. Сценографическое решение и постановка Юрия Бобкова. Художник исполнитель и художник по костюмам Тамара Зеленская. Режиссёр по пластике Елена Пришвицына.
  - «Безумный день Труффальдино» итало-сибирская комедия по пьесам Ж.-Б. Мольера. Постановка, инсценировка и сценографическое решение Юрия Бобкова. Костюмы Тамары Зеленской.
  - «Коварство и любовь» драма Фридриха Шиллера. Перевод Николая Любимова, постановка Анатолия Морозова, Художник Тимур Дидишвили, композитор Игорь Гоберник, хореограф Виктор Панферов.
- 2003
  - 1 апреля − 40-летие театра отмечается двухнедельным показом лучших спектаклей, фотовыставкой в фойе и видеофильмом о трудной жизни артистов.
  - На областном фестивале «Сцена 2003» Юрию Бобкову присужден приз за лучшую режиссуру в спектакле «Безумный день Труффальдино», а Герману Акимову приз за лучшую мужскую роль.
  - Участие в Международном фестивале «Театр без границ» (г. Магнитогорск) со спектаклем «Безумный день Труффальдино».
  - Участие в фестивале «Молодые театры России» (г. Омск) со спектаклем «Долгое счастливое Рождество».
  - «Необычайные приключения принца Кузи, Папы с пушистой бородой, Рыжей Королевы и Лысого чудовища» сказка для детей по пьесе Ксении Драгунской. Постановка и сценография Юрия Бобкова, художник по костюмам Тамара Зеленская.
- 2004
  - «Призраки» печальная комедия по пьесе Эдуардо де Филиппо в переводе Н. Томашевского и Г. Богемского. Постановка Юрия Бобкова, сценография Анатолия Овинова, консультант режиссёра по пластике Ксения Петренко.
  - «Сказка о Царе Салтане, о сыне его славном и могучем богатыре князе Гвидоне Салтановиче и о прекрасной Царевне Лебеди» скоморошина без медведя по сказке А. С. Пушкина. Постановка Сергея Овинова, художник Андрей Бахирев.
- 2005
  - Март — «Валентинов день» мелодрама по пьесе Ивана Вырыпаева. Режиссёр — засл. арт. России Юрий Бобков, художник — засл. деятель Искусств России Леонид Рошко.
  - Август — Указом Президента Российской федерации за заслуги в области искусства директору и актеру театра «Манекен» Александру Игоревичу Березину присвоено почётное звание «Заслуженный артист Российской федерации».
  - Сентябрь — в спектаклях театра принимают участие студенты театрального факультета ЧГАКИ.
  - Ноябрь — премьера спектакля «Мотылёк» фантастическая комедия по пьесе Петра Гладилина. Режиссёр — засл. арт. России Юрий Бобков, художник — засл. деятель Искусств России Леонид Рошко, педагог по строевой подготовке и рукопашному бою Алексей Гольянов, педагог по Ушу и боевому самбо Олег Астахов, педагог по вокалу Светлана Андриянова, педагог по танцу Варвара Соколкова, бой на мечах Иван Еланцев, Максим Фирсов.
- 2006
  - Февраль — ведущие актеры театра отмечают творческие юбилеи: Александр Березин — 30 лет, Сергей Овинов — 20 лет работы в «Манекене».
  - Март-апрель — участие в выставке «PRO-ТЕАТР 2006» в рамках всероссийского фестиваля «Золотая маска» (г. Москва)
  - Июль — Указом Президента Российской федерации за заслуги в области искусства актрисе театра «Манекен» Кирич (Гончаровой) Наталье Ивановне присвоено почётное звание «Заслуженный артист Российской федерации».
  - Август — творческая группа театра отправилась в действующий женский монастырь (г. Верхотурье) и прожила там 3 дня
  - Сентябрь — «Пьемонтский зверь» историческая драма по пьесе Андрея Курейчика. Режиссёр засл. арт. России Юрий Бобков, художник — засл. деятель Искусств России Леонид Рошко.
  - Ноябрь — юбилей художественного руководителя заслуженного артиста России Юрия Бобкова.
- 2007
  - Март-апрель — участие в выставке «PRO-ТЕАТР 2007» в рамках всероссийского фестиваля «Золотая маска» (г. Москва)
  - Апрель — театр показал новую версию спектакля «Опасные связи» трагикомедию Кристофера Хэмптона по роману Шодерло де Локло
  - Май — «New generation» — фестиваль дипломных спектаклей и дипломных ролей студентов 4-го курса ЧГАКИ (художественный руководитель, профессор Юрий Бобков, педагог по актерскому мастерству, доцент Владимир Филонов, педагог по сценической речи, доцент Людмила Назарова) В рамках фестиваля показано 19 спектаклей.
  - Август — поездка в Испанию на фестиваль «FITAG» со спектаклем «Ромео и Джульетта» и получение сертификата на имя главы Челябинска Михаила Юревича. Приглашение на следующий фестиваль.
  - Сентябрь — «Сирано де Бержерак» романтическая комедия Эдмона Ростана. Режиссёр — засл. арт. России Юрий Бобков, художник — Засл. деят. искусств Тимур Дидишвили, режиссёр по пластике — засл. арт. России Виктор Панферов, постановка боя — Александр Баранов.
  - Октябрь — «Пять — Двадцать пять или В поисках Шамбалы» инфернальное ток-шоу по пьесам Данилы Привалова. Сценическая редакция текста, сценографическое решение и постановка — заслуженный артист России Юрий Бобков, художник — Анатолий Овинов, педагог по сценической речи — Людмила Назарова.
- 2008
  - Январь — премьера комедии «Доктор философии» по пьесе сербского драматурга Бранислава Нушича. Режиссёр — Анатолий Морозов (г. Санкт-Петербург), художник — Николай Шаронов (Москва), хореограф — Виктор Панферов.
  - Февраль — Премьера спектакля «Лысая певица» по пьесе Эжена Ионеско. Режиссёр — Владимир Филонов, художник — Елена Хохлович
  - Март-апрель — участие в выставке «PRO-ТЕАТР 2008» в рамках всероссийского фестиваля «Золотая маска» (г. Москва)
  - Апрель — театр отметил своё 45-летие
  - Сентябрь — открытие сезона и премьера. Спектакль «Двенадцатая ночь» комедия по пьесе Вильяма Шекспира. Режиссёр — заслуженный артист России Юрий Бобков, художник — Антон Сластников (Москва), художник по костюмам — Елена Сластникова (Москва)
  - Ноябрь — актеры театра Дмитрий Чуфистов и Наталья Кораблева (Овинова) отмечают 20-летие своей творческой деятельности в театре «Манекен»
  - Декабрь — свой 10-летний юбилей отметил спектакль «Беги, Веничка, беги!»
  - Декабрь — премьера спектакля «Золушка» по пьесе Е. Шварца. Режиссёр — Владимир Филонов, художники Денис и Татьяна Варгот.
- 2009
  - Май — премьера спектакля «Санта Крус». Режиссёр — основатель театра «Манекен» Анатолий Морозов.
  - В 2009 году учредителем центра искусств, Управлением культуры города Челябинска было принято решение об «оптимизации» расходов — резком сокращении финансирования и массовом увольнении сотрудников центра искусств, ведущем к фактическому его закрытию. Решение вызвало бурную реакцию общественности. Поднялась не только местная, но и столичная пресса: 5 канал, Газета «Новые известия», канал «Культура», радио «Эхо Москвы», радио «Свобода», Российская газета, газета МК, журнал «Итоги».
  - Письмо Президенту Дмитрию Медведеву о защите театра «Манекен» подписали ведущие режиссёры и театральные деятели страны: Галина Волчек, Анатолий Ширвиндт, Марк Захаров, Сергей Женовач, Леонид Хейфец, Евгений Стеблов, Генриетта Яновская, Кама Гинкас, Пётр Фоменко, Евгений Князев, Александр Гельман.
  - Среди защитников театра, кто выступил с видеообращениями, были Александр Калягин, Сергей Миронов, Леонид Хейфец, профессор РАТИ, Олег Кудряшов, профессор РАТИ, Евгений Гришковец.
  - Противостояние общества и властей закончилось половинчатыми решениями. Отныне театр «Манекен» будет иметь статус «Муниципальное автономное учреждение культуры», сокращено финансирование вдвое против обычного, руководство вынуждено уволить треть сотрудников. И тем не менее, театр выстоял, выжил и продолжил работу в полном объеме. «Манекен» оказался очень силен и любим.
  - Из положительных моментов можно отметить также стихийно организовавшуюся группу волонтёров — неравнодушных молодых зрителей, не захотевших оставить любимый театр в беде.
  - 26 сентября — первая «Арт-бессонница». В этот день театр «Манекен» запустил серию театрализованных ночных мероприятий «Арт-бессонница» и «Сердцебиение» как культурный протест против закрытия, как способ защиты от варварства.
  - 13 ноября — день предполагаемого официального прекращения работы — вторая «Арт-бессонница».
  - Затем эти мероприятия стали проводиться как альтернатива ночным клубам Челябинска. В программе «ночных бдений» пластические спектакли, полнометражные и короткометражные фильмы, перформансы и живая музыка.
  - Таким образом, Центр искусств «Театр + кино» стал местом для самовыражения для современных музыкантов, хореографов, художников и других творческих людей Челябинска и всей страны. В ночных бдениях уже приняли участия музыкальные группы
  - Ноябрь — Несмотря на тяжелейшее эмоциональное и финансовое состояние, в ноябре 2009 года театр играет премьеру спектакля «Сотворившая чудо» по пьесе Уильяма Гибсона.
- 2010
  - Февраль — Третья «Арт-бессонница. Клиническая», посвящённая Дню рождения театра-студии «Манекен». Ночное мероприятие «Сердцебиение», посвящённое Дню всех влюблённых. 25 февраля в Пермском академическом театре оперы и балета состоялась премьера оперы «Севильский цирюльник», где создатели взяли за основу историю войны за театр «Манекен».
  - Март — «Сердцебиение-2, или Ночь весенних помешательств». Состоялся специальный показ спектакля «5 — 25, или в поисках шамбалы» для студентов ЮУрГУ в рамках программы сотрудничества театра с ВУЗом. 27 марта исполнилось 10 лет спектаклю «Опасные связи».
  - Апрель — Спектакль «Долгое счастливое рождество», который идёт на сцене с неизменным зрительским успехом уже 10 лет (со дня переезда в новое здание), 1 апреля отметил юбилей, а зрители получили возможность поздравить театр с Днём рождения. «Арт-бессонница. Ночные призраки театра»: ночь рождения театра, с приоткрытыми тайнами, с появлением призраков театра и их разоблачением, с азартом и юмором кабаре.
  - Май — 22 мая в театре «Манекен» прошёл заключительный концерт благотворительного марафона в поддержку Валерия Фадеева, музыканта, актера, сценариста, попавшего в аварию и нуждающегося в средствах на лечение.
  - Июнь — 7 июня состоялась премьера детского спектакля «Про кота, Балду и прочих» (режиссёр Сергей Овинов). Выпуск спектакля состоялся благодаря спонсорскому вкладу Народного артиста России Олега Табакова.
  - Июль — театр принял участие в театральном фестивале, организованном Профессиональной Театральной Ассоциацией Америки (город Венеция, штат Флорида) с премьерным спектаклем «Сотворившая чудо». Призы и награды: выдающаяся режиссура (Ю. Бобков), лучшие женские роли (Марианна Захарова, Наталья Кораблева), лучшая женская роль второго плана (Наталья Кирич), лучшие мужские роли второго плана (Александр Березин и Алексей Бутин), лучшая визуализация, лучшая музыка к спектаклю, лучший актерский ансамбль. И неофициальный приз коллег «Закулисное признание».
  - Сентябрь — 2 сентября театр «Манекен» первым в городе открывает новый, 47 театральный сезон спектаклем «Сотворившая чудо». После успешного выступления на фестивале в США спектакль претерпел изменения и зрители увидели обновлённую версию премьеры, «Премьеру после премьеры».
  - 24 сентября — премьера спектакля «Понедельник после чуда».
  - Октябрь — премьера нового жанра «Театральные уроки». Первый «Урок» — «Читаем Чехова» (режиссёр Сергей Овинов). Спектакли призваны сделать классику по-человечески понятной и эмоционально близкой для школьников старших классов, студентов и всех тех, кто любит и хочет понять классическую литературу.

Театр планирует создать отдельный репертуар из 20 «Театральных уроков».
- 2011
  - Январь — 50 лет отмечает один из ведущих артистов театра Сергей Овинов.
  - Февраль — премьера из цикла «Театральные уроки» «Сероглазый король» по стихам А. Ахматовой (реж. С. Овинов)
  - Апрель — премьера спектакля «День, когда Дэн дал дуба» (реж. Ю. Бобков)
  - Май — театр «Манекен» посетил английский режиссёр и продюсер Джонатан Банатвала и предложил участие в международном проекте.
  - Сентябрь — поездка художественного руководителя Ю. Бобкова и актёра театра В. Жеребцова в Грузию для участия в международном театральном проекте. Суть проекта в постановке шекспировской пьесы «Троил и Крессида» с участием грузинских, осетинских, русских и английских актеров и режиссёров. Сверхзадача проекта — объединение посредством искусства разобщённых политикой народов Грузии и России.
  - Сентябрь — премьера «Чацкий-Камчацкий» по пьесе А. Яблонской (реж. Ю. Бобков)
  - Октябрь — премьеры из цикла «Театральные уроки» «Про любовь» по произведениям А. Чехова (реж. Ю. Бобков) и «Маленький принц» (реж. С.Овинов) по произведению Антуана де Сент-Экзюпери.
  - Ноябрь — 60 лет отмечает художественный руководитель и главный режиссёр театра «Манекен» Юрий Иванович Бобков.

### Современное состояние дел
МАУ ЧЦИ «Театр+Кино» продолжает свою деятельность. Должность художественного руководителя занимает Бобков Юрий Иванович.

## Труппа

### Известные актёры прошлых лет
- В. Беленький
- М. Богуславский
- В. Буевич
- А. Гершенгорн
- В. Готовцев
- Г. Ефименко
- В. Жеребцов
- Н. Козлова
- С. Кострица
- А. Мордасов
- А. Рыжков
- В. Тарасова
- Т. Тумбасова
- В. Феркель[1].

### Современная труппа театра
- Герман Акимов

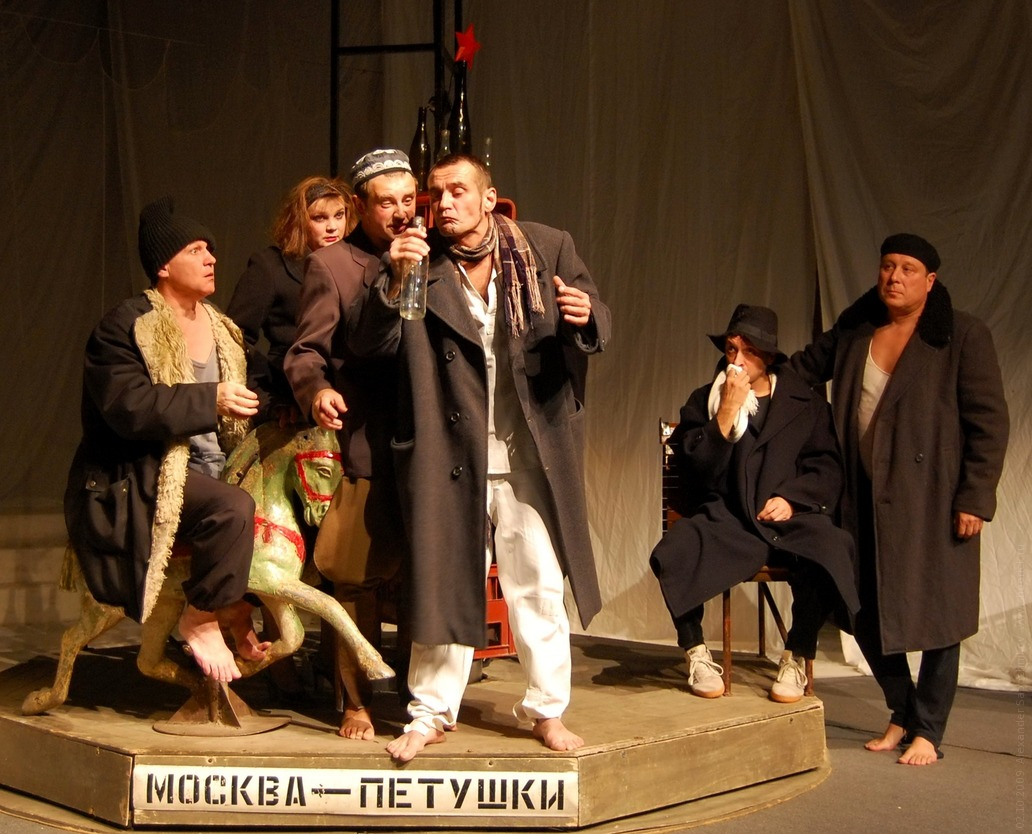
Сцена из спектакля «Беги, Веничка, беги!», 2009 год, слева направо — Сергей Овинов, Ирина Патрикеева, Алексей Тетюев, Герман Акимов, Дмитрий Чуфистов, Александр Березин.

- Александр Березин — актёр и директор театра, Заслуженный артист России
- Юрий Бобков — художественный руководитель театра, Заслуженный артист России
- Алексей Бутин
- Валерий Жеребцов — актёр и заведующий постановочной частью театра
- Марианна Захарова
- Татьяна Зацепина
- Наталья Кирич — актриса, Заслуженная артистка России
- Наталья Кораблёва
- Галина Кувшинова
- Сергей Овинов — актёр и режиссёр-постановщик
- Ирина Патрикеева
- Александр Петрачков
- Олеся Пономарева
- Людмила Присич
- Екатерина Притчина
- Ирина Прокошина — актриса и главный бухгалтер
- Александр Рябков
- Евгений Смирнов
- Анастасия Сорокина
- Ксения Соснина
- Алексей Тетюев
- Дмитрий Чуфистов[6]